# 白鞘嘴鸥
白鞘嘴鷗（学名：Chionis albus），或稱雪鞘嘴鷗，是兩種鞘嘴鷗的其中一種。它通常都在地表上被發現，而不是樹上。它是南極唯一的永久陸棲鳥。其种加词“albus”意为“白色的”。

## 圖庫

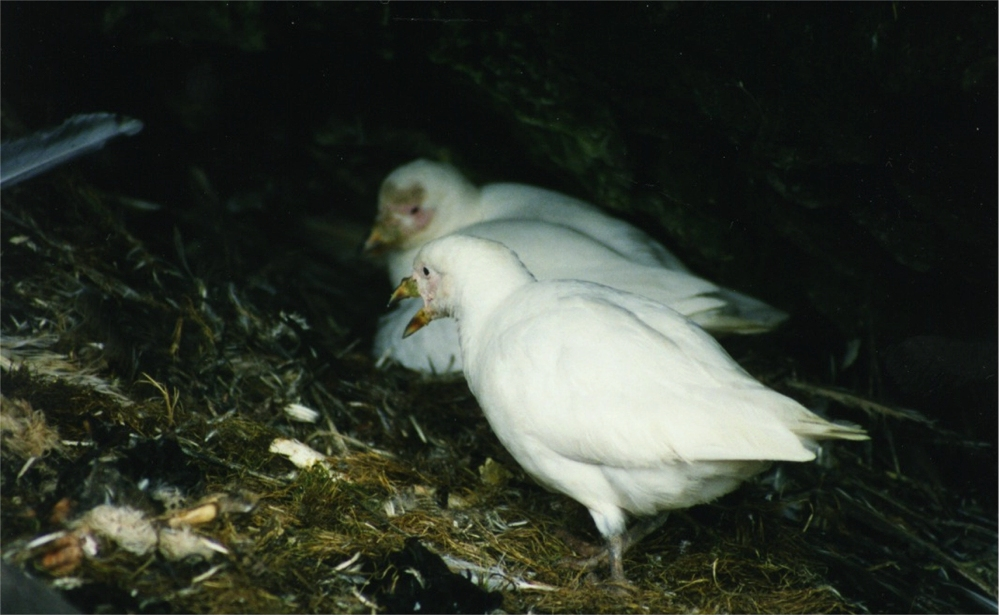
白鞘嘴鷗
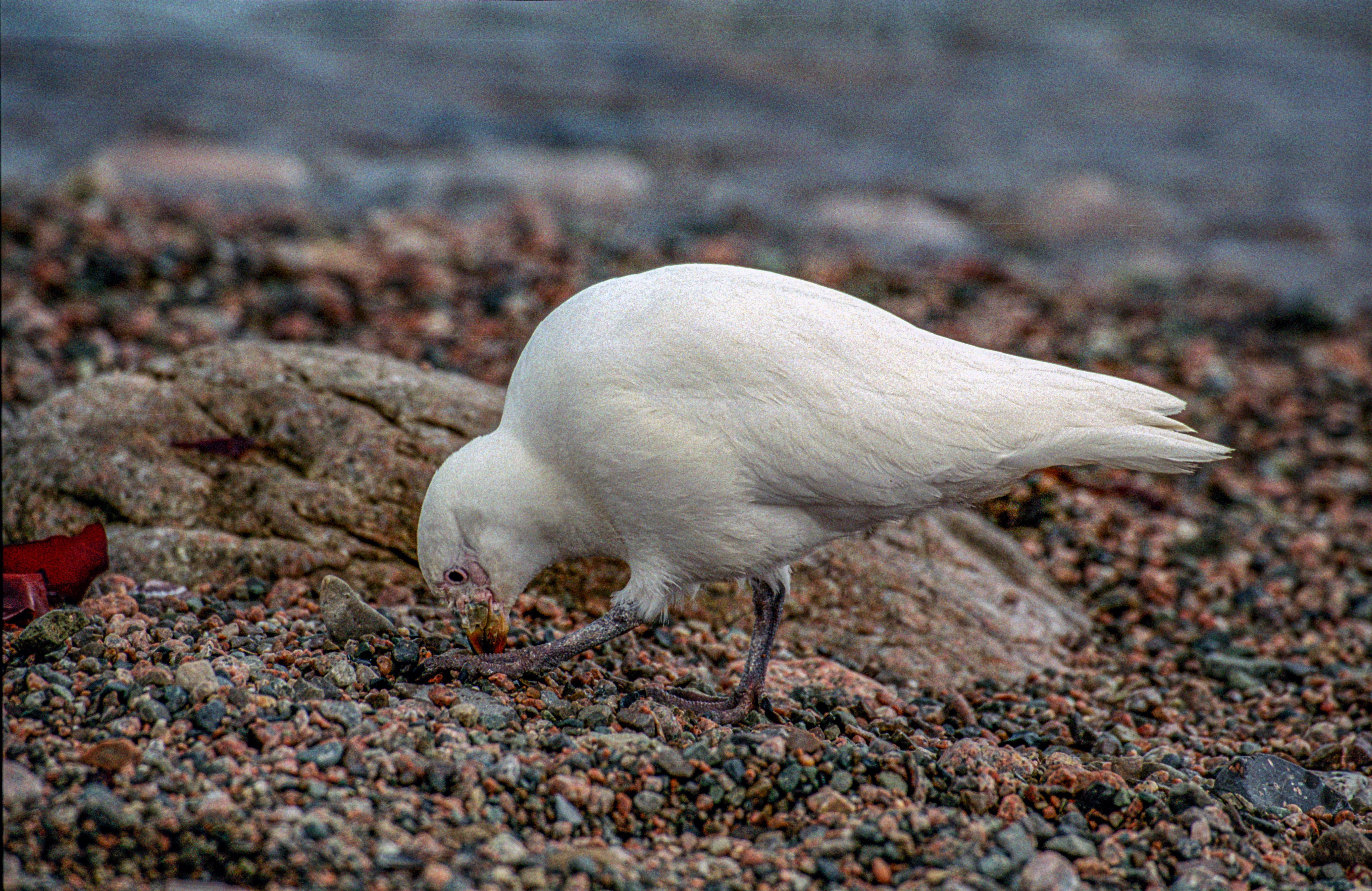
白鞘嘴鷗
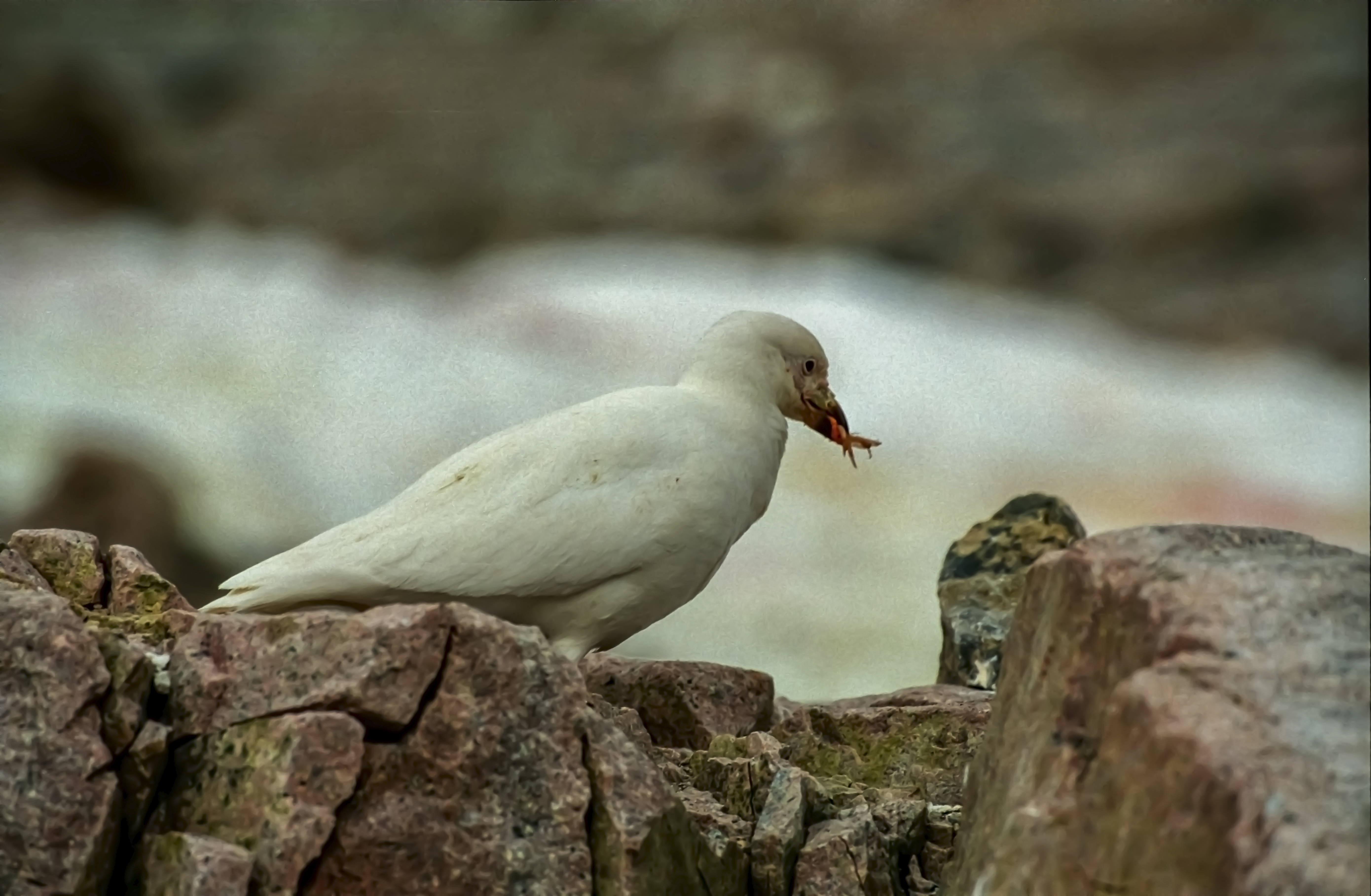
白鞘嘴鷗